# Octaòxid de triurani

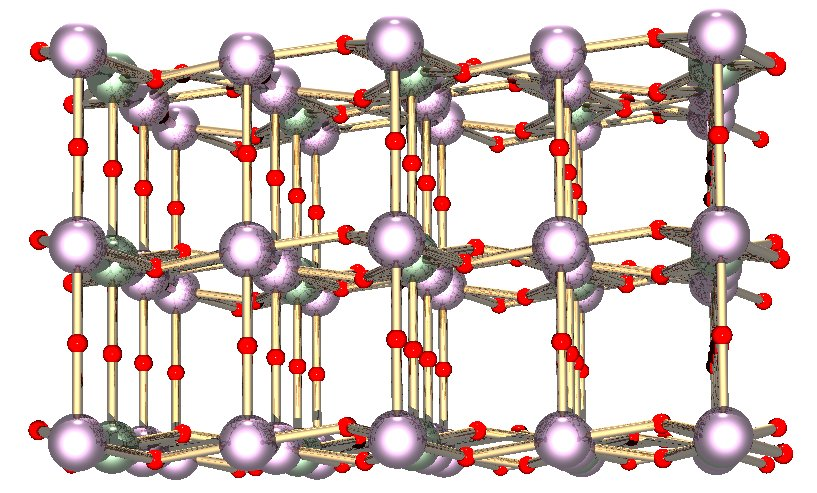
Estructura de l'octaòxid d'urani

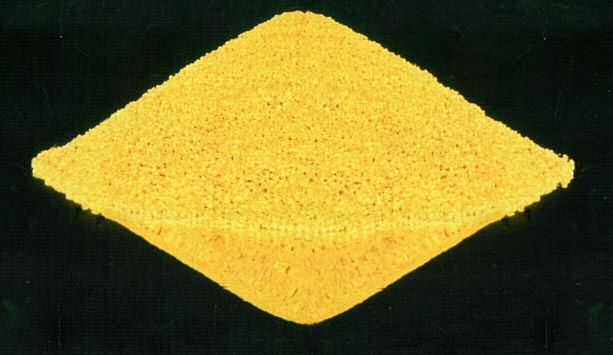
Galeta groga

L'octaòxid de triurani, de fórmula química U₃O₈, és l'òxid d'urani més estable i s'utilitza com a combustible de les centrals nuclears. L'urani mineral és ric en aquest compost, que també es pot produir a partir d'hexafluorur d'urani.
Per al seu ús als reactors nuclears de les centrals es presenta en forma de galeta groga, que conté majoritàriament aquest producte però també d'altres. És present de manera natural al mineral torbernita, també conegut com a uranita i que és radioactiu.
Les seves biosolubilitat i disponibilitat, com també les del diòxid d'urani, UO₂, són relativament baixes si es comparen amb les del triòxid d'urani, UO₃, al qual també poden estar exposats els treballadors de la indústria nuclear. Experiments amb rates mostren que la ingestió d'octaòxid de triurani els va danyar els ronyons, en lesions que anaven de microscòpiques a necrosis extensives en l'epiteli tubular.

## Propietats físiques i químiques
Es tracta d'un sòlid sense olor i d'un color que pot anar del verd oliva al negre. Té una massa molar de 842 g/mol. És insoluble en aigua però soluble en àcid sulfúric i àcid nítric. Es fon a una temperatura de 1.150 °C.

## Obtenció
S'obté a partir del refinat d'urani mineral.

## Aplicacions
Es pot usar per a obtenir urani enriquit en urani 235, comercialitzat en forma d'un pols marronós que conté aquest element radioactiu en diòxid d'urani. Un quilogram d'aquest òxid conté vuit grams d'urani 235. Com a referència, per a una bomba atòmica com la que va explotar a Hiroshima es necessiten una cinquantena de quilos d'urani 235. A més de les aplicacions militars (armes nuclears) també es pot usar per a fer combustible nuclear, en forma de galeta groga, per a reactors de centrals nuclears per a la producció d'electricitat.